# Pierre Mulele
Pierre Mulele (ur. 11 sierpnia 1929, zm. 3 października 1968), kongijski (zairski) rewolucjonista, przywódca komunistycznego powstania w 1963-1964 w Kongu-Leopoldville (późniejszej Demokratycznej Republice Konga).

## Życiorys
Pochodził z plemienia Bapende z prowincji Kwilu. Uczęszczał do szkoły religijnej, którą w 1944 - jako piętnastolatek - opuścił. Już wtedy przejawiał poglądy ateistyczne, którym Cleophas Kamitatoe (urodzony w 1931 minister z Konga-Leopoldville) przypisywał decyzję Mulelego o porzuceniu nauki w tejże uczelni. W miarę dorastania Mulele połączył swoje ateistyczne przekonania z socjalistycznymi: zdaniem Józefa i Krystyny Chałasińskich był już duchowo zrewolucjonizowany, gdy brał udział w nowo powstającym kongijskim życiu politycznym. Nawiązał współpracę z Patrice'em E. Lumumbą. W 1960 został ministrem oświaty w pierwszym rządzie Lumumby, zyskując reputację człowieka niezwykle uczciwego w szafowaniu publicznymi finansami. Kiedy 17 stycznia 1961 Patrice Lumumba został stracony w zbuntowanej Katandze najprawdopodobniej z inspiracji Moïse Tshombe lub Mobutu Sese Seko, Mulele początkowo objął funkcję ambasadora Konga-Leopoldville w Egipcie i Chińskiej Republice Ludowej w nowym rządzie Antoine'a Gizengi. W 1961 udał się na emigrację.
W 1963 powrócił do kraju, by w lipcu tegoż roku przygotować komunistyczne powstanie, rozpoczynając od dzielnicy Kwilu, w której był szeroko znany. Przewodził wówczas ugrupowaniu Parti Solidaire Africain (PSA), która uznawała naczelne przywództwo uwięzionego wówczas Antoine'a Gizengi. Na czele drugiego ugrupowania stał Cleophas Kamitatoe. Oba odłamy partyjne zwalczały się z powodu różnic w poglądach ideologicznych i antagonizmów plemiennych. Mulele prowadził m.in. ćwiczenia młodzieży powstańczej w zasadach i technikach walki partyzanckiej, opierając się na tych wioskach, w których mógł zagwarantować sobie solidne poparcie, takich jak okolice zamieszkane przez Bapende. Poparcie dla powstania Mulele zawdzięczał powszechnemu poczuciu niesprawiedliwości represyjnego systemu i niezadowolenia z sytuacji ekonomicznej w kraju, w tym braku zarobków. Działania partyzanckie powstania Mulele miały na celu było zahamowanie jakichkolwiek wpływów w kraju rządu Cyrille Adouli. Cel ten miał zostać osiągnięty poprzez dezorganizację struktur rządowych oraz terroryzowanie i eliminacja współpracowników aparatu władzy Adouli. Partyzanci opanowali całą prownicję Kwilu, przeistaczając się w ruch ludowy.
W 1964 Mulele został uwięziony, jednak w tym samym roku udał się na kolejną emigrację. Krótko po powrocie w 1968 został stracony. Został zwabiony przez ówczesnego dyktatorskiego prezydenta Konga - Mobutu Sese Seko - obietnicą pogodzenia się: zorganizował on bowiem huczne przyjęcie na jego cześć. Wieczorem 3 października 1968 Mulele zginął zamęczony z rozkazu Mobutu. Według relacji Justina-Marie Bomboko (premiera Zairu od 1960 do 1961) wciąż żywemu odrąbano uszy, odcięto nos, wyłupiono oczy i rzucono je na ziemię. Oderwano mu genitalia, potem amputowano ramiona i nogi. Wszystko to, gdy jeszcze żył. Jego szczątki wrzucono do worka i zatopiono w rzece.